# Hollandia az Eurovíziós Dalfesztiválokon
Hollandia eddig hatvanöt alkalommal vett részt az Eurovíziós Dalfesztiválon.
A holland műsorsugárzó a Nederlandse Publieke Omroep, amely 1950-ben alapító tagja volt az Európai Műsorsugárzók Uniójának, és 1956-ban csatlakozott a versenyhez.
Hollandia eddig öt alkalommal, 1957-ben, 1959-ben, 1969-ben, 1975-ben és 2019-ben aratott győzelmet

## Története

### Évről évre

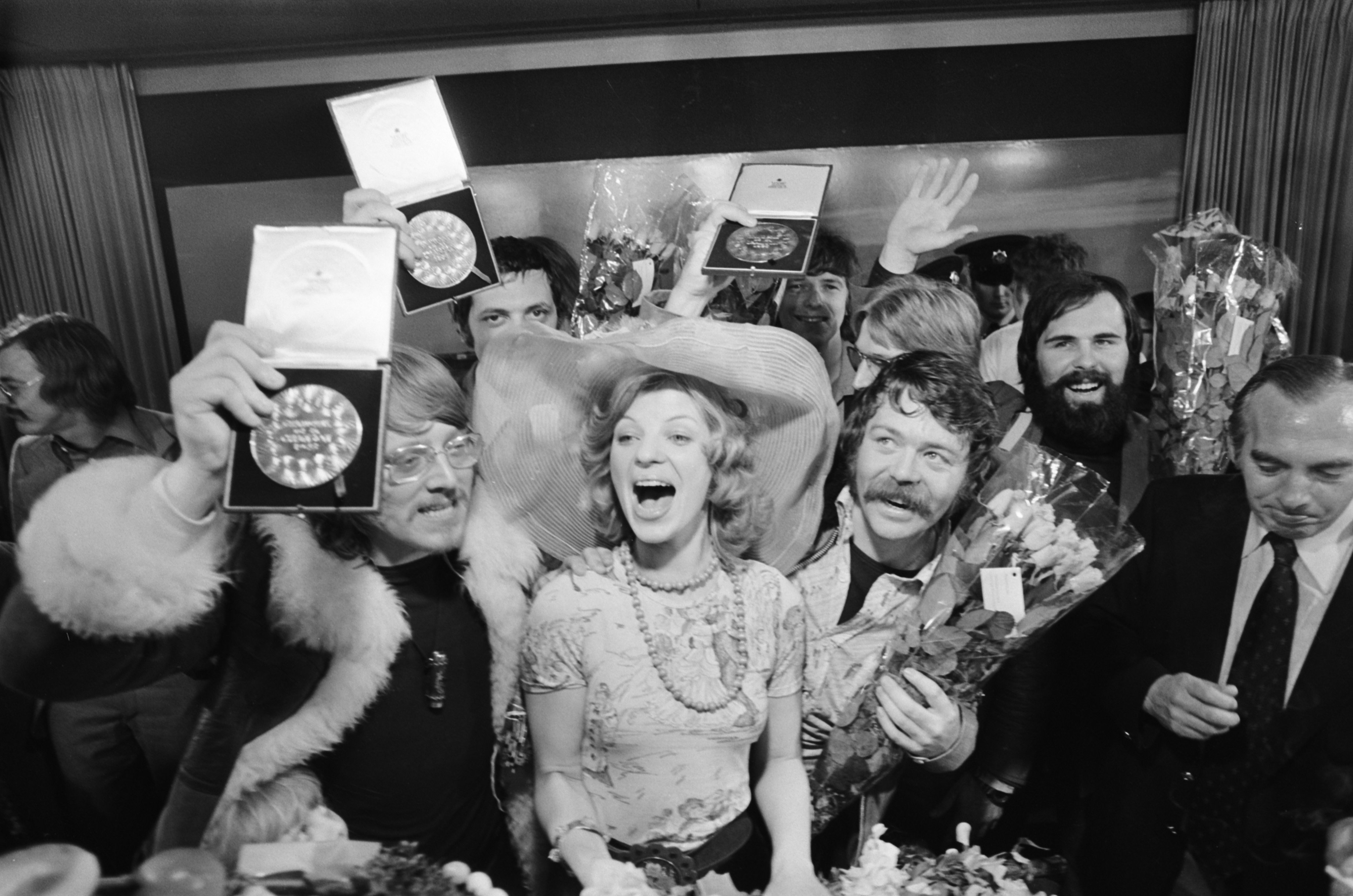
Az 1975-ös verseny nyertese, a Teach-In.

Hollandia egyike annak a hét országnak, melyek részt vettek a legelső, 1956-os Eurovíziós Dalfesztiválon, ahol ők voltak az első fellépők, így hozzájuk fűződik a dalverseny legelső dala. A korai évek egyik legsikeresebb országa volt, 1975-ben már a negyedik győzelmüket érték el, ám ezalatt ugyanennyi utolsó helyet is szereztek. 1958-ban két győzelmük között házigazdaként az utolsó helyen végeztek, ez az egyetlen alkalom, hogy ez megtörtént. 1975 után hosszú ideig nem tudtak a dobogón végezni; 1998-ban álltak a legközelebb hozzá, akkor a 4. helyen végeztek. 2014-ben azonban ismét felállhattak a képzeletbeli dobogóra, mivel az elődöntő megnyerése után a 2. helyen végeztek.
1985-ben és 1991-ben nem vettek részt a versenyen, mert a döntő napja egybeesett egy nemzeti ünneppel, illetve az 1993 és 2003 között érvényben lévő kieséses rendszer értelmében 1995-ben és 2002-ben nem vehettek részt az előző év rossz eredménye miatt.
Az elődöntőket 2004ben vezették be, és ekkor sikerült továbbjutniuk a döntőbe, ott azonban rekordmennyiségű 135 ponttal kevesebbet kaptak, mint pár nappal korábban. 

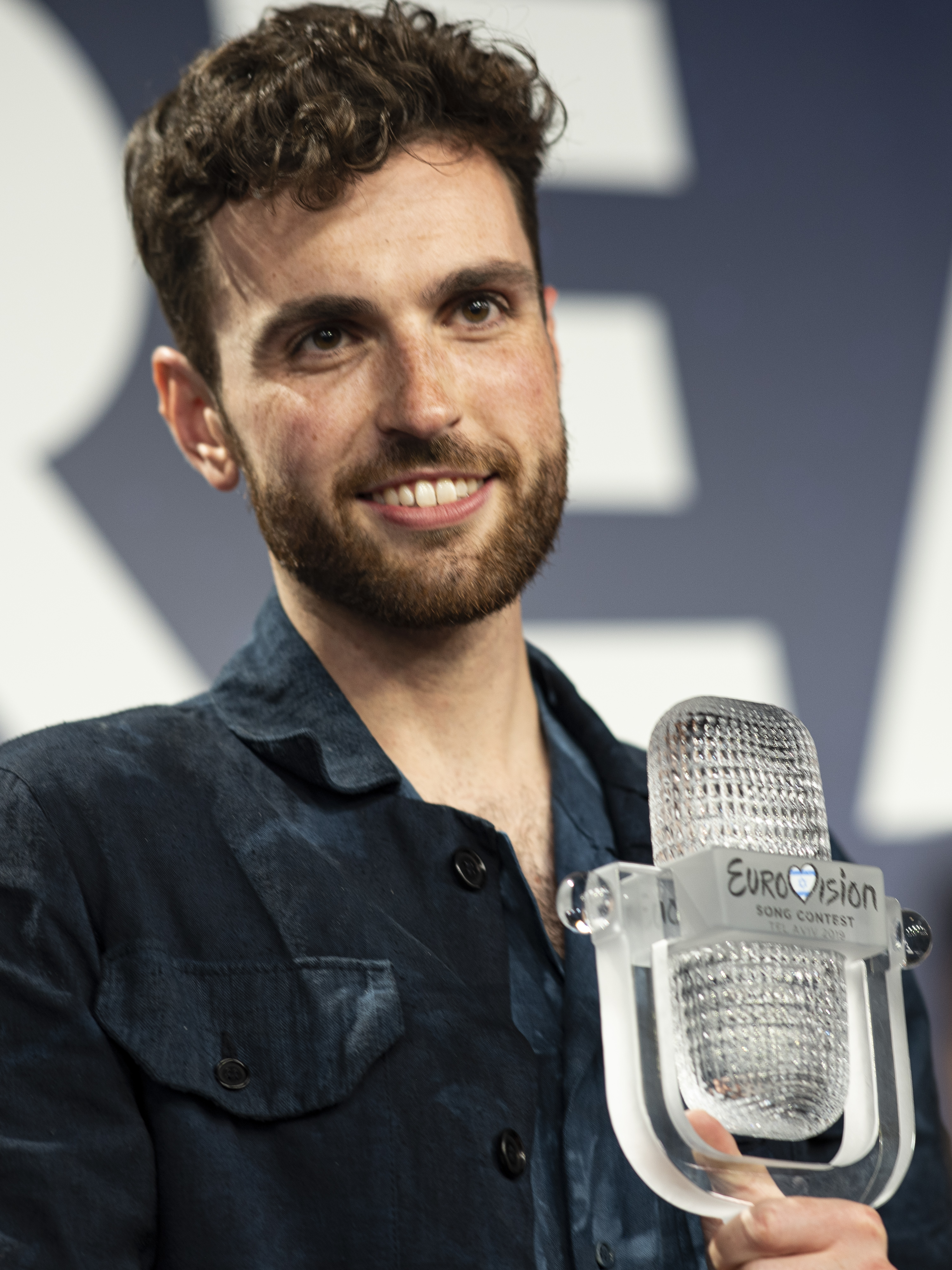
Duncan Laurence, a 2019-es dalfesztivál győztese a döntő utáni sajtótájékoztatón

Ezután sorozatban nyolcszor kiestek az elődöntőben, ami rekordnak számít. Sőt 2011-ben az utolsó helyen végeztek, 1968 óta először. A sikertelen sorozatot Anouk 2013-as döntőben elért kilencedik helye törte meg. A siker a következő évben is folytatódott: az első elődöntő megnyerése után a döntő 2. helyén végeztek. 2015-ben azonban ismét kiestek az elődöntőben, viszont a következő három évben továbbjutottak, kétszer a 11. helyen végeztek utána pedig a 18. helyen. 2019-ben az országot képviselő Duncan Laurencenek 44 év után ismét sikerült győzelmet szerezni Hollandiának, így 2020-ban Hollandiában rendezték volna meg a dalfesztivált, azonban elmaradt a verseny a Covid19-pandémia miatt. A következő évben már ténylegesen Hollandia rendezte a versenyt.
2020-ban Jeangu Macrooy képviselte volna az országot, azonban március 18-án az Európai Műsorsugárzók Uniója bejelentette, hogy 2020-ban nem tudják megrendezni a versenyt a COVID–19-koronavírus-világjárvány miatt. A holland műsorsugárzó jóvoltából végül újabb lehetőséget kaptak az ország képviseletére a következő évben. 2021-ben így nem kellett az elődöntőben szerepelniük, azonban a döntőben 23.-ak lettek és a nézői szavazás során nulla pontot kaptak. Rajtuk kívül az Egyesült Királyság, Németország és Spanyolország kapott szintén nulla pontot a nézőktől. 2022-ben tizenkét év után ismét holland nyelvű versenydallal neveztek, ami a döntő tizenegyedik helyezettje lett. 2023-ban újra nem sikerült kvalifikálni magukat a döntőbe, az elődöntőben tizenharmadikak lettek. 2024-ben annak ellenére, hogy Joost Klein másodikként jutott tovább az elődöntőből, a döntő napján az EBU bejelentette, hogy kizárták az előadót a versenyből, mivel a második elődöntőt követően bántalmazta a svéd szervezői csapat egyik tagját.

### Nyelvhasználat
A dalverseny első éveiben nem vonatkozott semmilyen szabályozás a nyelvhasználatra. 1966-tól az EBU bevezette azt a szabályt, hogy mindegyik dalt az adott ország egyik hivatalos nyelvén kell előadni, vagyis Hollandia indulóinak holland nyelven. Ezt a szabályt 1973 és 1976 között rövid időre eltörölték. Ők ezalatt 1973 kivételével mindig egy angol nyelvű dallal neveztek, és 1975-ben érték el negyedik győzelmüket.
Hollandia eddigi hatvanhat versenydalából negyvenegy holland nyelvű, huszonkettő angol nyelvű és négy kevert nyelvű volt: egy angol és francia, egy angol és kitalált nyelvű, egy pedig angol és szranan volt.
2024-es daluk tartalmazott kifejezéseket angol, francia, német és olasz nyelven is.

### Nemzeti döntő
A holland nemzeti döntő a Nationaal Songfestival volt, melyet néhány év kivételével minden alkalommal megrendeztek az ország debütálása óta. A holland tévé 1961-ben, 1980-ban és 2008-ban döntött a nemzeti döntő nélküli belső kiválasztás mellett. Az utolsó nemzeti döntőt 2012-ben rendezték, azóta belső kiválasztással döntenek.
Az első, 1956-os nemzeti döntőt három előadó nyolc dalának részvételével rendezték, és a nézők levelezőlapon szavazva választották ki a két indulót. 1959-ben és 1960-ban mindegyik dalt kétszer adták elő. A nézők kiválasztották a győztes dalt, egy zsűri pedig azt, hogy melyik énekes adja elő a versenyen.
A következő évek rossz eredményei után a holland tévé több módszert is kipróbált: vagy egy előadó énekelte mindegyik dalt, vagy az előző évekhez hasonlóan több előadó vett részt, és néha elődöntőket is rendeztek.
1975-ben egy egyedi lebonyolítási módot alkalmaztak. A három döntős mindegyike elénekelt három dalt. Egy zsűri kiválasztotta a győztes dalt, majd ezt még egyszer előadták. Ezután a közönség száz tagja egy rózsaszálat annak az énekesnek, aki szerintük a legjobb volt. A győzelem ellenére ezt a módszert nem ismételték meg, később regionális zsűrik választották ki a győztest, egy előadó több dala, vagy több előadó közül. 1997 óta a nézők is részt vesznek a döntésben telefonos szavazás segítségével.
Az utóbbi években a belső kiválasztás vált jellemzővé. 2007-ben, 2009-ben és 2011-ben a felkért előadó dalai közül a nézők választhattak, míg 2008-ban és 2013-tól minden évben a dalt is nemzeti döntő nélkül választották ki.

## Résztvevők
| Év   | Előadó                    | Dal                          | Magyar fordítás                  | Döntő                        | Pontszám                     | Elődöntő             | Pontszám             |
| ---- | ------------------------- | ---------------------------- | -------------------------------- | ---------------------------- | ---------------------------- | -------------------- | -------------------- |
| 1956 | Jetty Paerl               | De vogels van Holland        | Hollandia madarai                | Nincs adat                   | Nincs adat                   | Nem volt elődöntő    | Nem volt elődöntő    |
| 1956 | Corry Brokken             | Voorgoed voorbij             | Örökre vége                      | Nincs adat                   | Nincs adat                   | Nem volt elődöntő    | Nem volt elődöntő    |
| 1957 | Corry Brokken             | Net als toen                 | Úgy, mint egykor                 | 1.                           | 31                           | Nem volt elődöntő    | Nem volt elődöntő    |
| 1958 | Corry Brokken             | Heel de wereld               | Az egész világ                   | 9.                           | 1                            | Nem volt elődöntő    | Nem volt elődöntő    |
| 1959 | Teddy Scholten            | Een beetje                   | Egy picit                        | 1.                           | 21                           | Nem volt elődöntő    | Nem volt elődöntő    |
| 1960 | Rudi Carrell              | Wat een geluk                | Micsoda szerencse                | 12.                          | 2                            | Nem volt elődöntő    | Nem volt elődöntő    |
| 1961 | Greetje Kauffeld          | Wat een dag                  | Micsoda nap                      | 10.                          | 6                            | Nem volt elődöntő    | Nem volt elődöntő    |
| 1962 | De Spelbrekers            | Katinka                      | —                                | 13.                          | 0                            | Nem volt elődöntő    | Nem volt elődöntő    |
| 1963 | Annie Palmen              | Een speeldoos                | Egy zenedoboz                    | 13.                          | 0                            | Nem volt elődöntő    | Nem volt elődöntő    |
| 1964 | Anneke Grönloh            | Jij bent mijn leven          | Te vagy az életem                | 10.                          | 2                            | Nem volt elődöntő    | Nem volt elődöntő    |
| 1965 | Conny Vandenbos           | 't Is genoeg                 | Elég volt                        | 11.                          | 5                            | Nem volt elődöntő    | Nem volt elődöntő    |
| 1966 | Milly Scott               | Fernando en Filippo          | Ferdinánd és Fülöp               | 15.                          | 2                            | Nem volt elődöntő    | Nem volt elődöntő    |
| 1967 | Thérèse Steinmetz         | Ring-Dinge-Ding              | Ring-ding-ding                   | 14.                          | 2                            | Nem volt elődöntő    | Nem volt elődöntő    |
| 1968 | Ronnie Tober              | Morgen                       | Holnap                           | 16.                          | 1                            | Nem volt elődöntő    | Nem volt elődöntő    |
| 1969 | Lenny Kuhr                | De troubadour                | A trubadúr                       | 1.                           | 18                           | Nem volt elődöntő    | Nem volt elődöntő    |
| 1970 | Hearts of Soul            | Waterman                     | Vízöntő                          | 7.                           | 7                            | Nem volt elődöntő    | Nem volt elődöntő    |
| 1971 | Saskia & Serge            | Tijd                         | Idő                              | 6.                           | 85                           | Nem volt elődöntő    | Nem volt elődöntő    |
| 1972 | Sandra és Andres          | Als het om de liefde gaat    | Amikor a szerelemről van szó     | 4.                           | 106                          | Nem volt elődöntő    | Nem volt elődöntő    |
| 1973 | Ben Cramer                | De oude muzikant             | Az öreg muzsikus                 | 14.                          | 69                           | Nem volt elődöntő    | Nem volt elődöntő    |
| 1974 | Mouth és MacNeal          | I See A Star                 | Egy csillagot látok              | 3.                           | 15                           | Nem volt elődöntő    | Nem volt elődöntő    |
| 1975 | Teach-In                  | Ding-A-Dong                  | Ding-Dong                        | 1.                           | 152                          | Nem volt elődöntő    | Nem volt elődöntő    |
| 1976 | Sandra Reemer             | The Party's Over             | Vége a partinak                  | 9.                           | 56                           | Nem volt elődöntő    | Nem volt elődöntő    |
| 1977 | Heddy Lester              | De Mallemolen                | A körhinta                       | 12.                          | 35                           | Nem volt elődöntő    | Nem volt elődöntő    |
| 1978 | Harmony                   | 't Is OK                     | Rendben van                      | 13.                          | 37                           | Nem volt elődöntő    | Nem volt elődöntő    |
| 1979 | Xandra                    | Colorado                     | —                                | 12.                          | 51                           | Nem volt elődöntő    | Nem volt elődöntő    |
| 1980 | Maggie MacNeal            | Amsterdam                    | Amszterdam                       | 5.                           | 93                           | Nem volt elődöntő    | Nem volt elődöntő    |
| 1981 | Linda Williams            | Het is een wonder            | Ez egy csoda                     | 9.                           | 51                           | Nem volt elődöntő    | Nem volt elődöntő    |
| 1982 | Bill van Dijk             | Jij en ik                    | Te és én                         | 16.                          | 8                            | Nem volt elődöntő    | Nem volt elődöntő    |
| 1983 | Bernadette                | Sing Me a Song               | Énekelj nekem egy dalt           | 7.                           | 66                           | Nem volt elődöntő    | Nem volt elődöntő    |
| 1984 | Maribelle                 | Ik hou van jou               | Szeretlek                        | 13.                          | 34                           | Nem volt elődöntő    | Nem volt elődöntő    |
|      |                           |                              |                                  |                              |                              | Nem volt elődöntő    | Nem volt elődöntő    |
| 1986 | Frizzle Sizzle            | Alles heeft ritme            | Mindennek van ritmusa            | 13.                          | 40                           | Nem volt elődöntő    | Nem volt elődöntő    |
| 1987 | Marcha                    | Rechtop in de wind           | A szélben állva                  | 5.                           | 83                           | Nem volt elődöntő    | Nem volt elődöntő    |
| 1988 | Gerard Joling             | Shangri-La                   | —                                | 9.                           | 70                           | Nem volt elődöntő    | Nem volt elődöntő    |
| 1989 | Justine Pelmelay          | Blijf zoals je bent          | Maradj olyan, amilyen vagy       | 15.                          | 45                           | Nem volt elődöntő    | Nem volt elődöntő    |
| 1990 | Maywood                   | Ik wil alles met je delen    | Mindent meg akarok osztani veled | 15.                          | 25                           | Nem volt elődöntő    | Nem volt elődöntő    |
|      |                           |                              |                                  |                              |                              | Nem volt elődöntő    | Nem volt elődöntő    |
| 1992 | Humphrey Campbell         | Wijs me de weg               | Mutasd az utat                   | 9.                           | 67                           | Nem volt elődöntő    | Nem volt elődöntő    |
| 1993 | Ruth Jacott               | Vrede                        | Béke                             | 6.                           | 92                           | Nem volt elődöntő    | Nem volt elődöntő    |
| 1994 | Willeke Alberti           | Waar is de zon?              | Hol van a nap?                   | 23.                          | 4                            | Nem volt elődöntő    | Nem volt elődöntő    |
|      |                           |                              |                                  |                              |                              | Nem volt elődöntő    | Nem volt elődöntő    |
| 1996 | Maxine és Franklin Brown  | De eerste keer               | Az első alkalom                  | 7.                           | 78                           | Nem volt elődöntő    | Nem volt elődöntő    |
| 1997 | Mrs. Einstein             | Niemand heeft nog tijd       | Senkinek sincs ideje többé       | 22.                          | 5                            | Nem volt elődöntő    | Nem volt elődöntő    |
| 1998 | Edsilia                   | Hemel en aarde               | Menny és Föld                    | 4.                           | 150                          | Nem volt elődöntő    | Nem volt elődöntő    |
| 1999 | Marlayne                  | One Good Reason              | Egy jó indok                     | 8.                           | 71                           | Nem volt elődöntő    | Nem volt elődöntő    |
| 2000 | Linda                     | No Goodbyes                  | Nincs búcsúzás                   | 13.                          | 40                           | Nem volt elődöntő    | Nem volt elődöntő    |
| 2001 | Michelle                  | Out On My Own                | Kint, egymagamban                | 18.                          | 16                           | Nem volt elődöntő    | Nem volt elődöntő    |
|      |                           |                              |                                  |                              |                              | Nem volt elődöntő    | Nem volt elődöntő    |
| 2003 | Esther Hart               | One More Night               | Még egy éjszaka                  | 13.                          | 45                           | Nem volt elődöntő    | Nem volt elődöntő    |
| 2004 | Re-union                  | Without You                  | Nélküled                         | 20.                          | 11                           | 6.                   | 146                  |
| 2005 | Glennis Grace             | My Impossible Dream          | A lehetetlen álmom               | Nem jutott be a döntőbe      | Nem jutott be a döntőbe      | 14.                  | 53                   |
| 2006 | Treble                    | Amambanda                    | —                                | Nem jutott be a döntőbe      | Nem jutott be a döntőbe      | 20.                  | 22                   |
| 2007 | Edsilia Rombley           | On Top of the World          | A világ tetején                  | Nem jutott be a döntőbe      | Nem jutott be a döntőbe      | 21.                  | 38                   |
| 2008 | Hind                      | Your Heart Belongs to Me     | A szíved hozzám tartozik         | Nem jutott be a döntőbe      | Nem jutott be a döntőbe      | 13.                  | 27                   |
| 2009 | The Toppers               | Shine                        | Ragyogj                          | Nem jutott be a döntőbe      | Nem jutott be a döntőbe      | 17.                  | 11                   |
| 2010 | Sieneke                   | Ik ben verliefd (Sha-la-lie) | Szerelmes vagyok (Sá-lá-lá)      | Nem jutott be a döntőbe      | Nem jutott be a döntőbe      | 14.                  | 29                   |
| 2011 | 3JS                       | Never Alone                  | Sosem vagy egyedül               | Nem jutott be a döntőbe      | Nem jutott be a döntőbe      | 19.                  | 13                   |
| 2012 | Joan Franka               | You and Me                   | Te és én                         | Nem jutott be a döntőbe      | Nem jutott be a döntőbe      | 15.                  | 35                   |
| 2013 | Anouk                     | Birds                        | Madarak                          | 9.                           | 114                          | 6.                   | 75                   |
| 2014 | The Common Linnets        | Calm After the Storm         | Vihar utáni csend                | 2.                           | 238                          | 1.                   | 150                  |
| 2015 | Trijntje Oosterhuis       | Walk Along                   | Menj tovább!                     | Nem jutott be a döntőbe      | Nem jutott be a döntőbe      | 14.                  | 33                   |
| 2016 | Douwe Bob                 | Slow Down                    | Lelassulni                       | 11.                          | 153                          | 5.                   | 197                  |
| 2017 | OG3NE                     | Lights and Shadows           | Fények és árnyak                 | 11.                          | 150                          | 4.                   | 200                  |
| 2018 | Waylon                    | Outlaw in ’Em                | A betyár bennük                  | 18.                          | 121                          | 7.                   | 174                  |
| 2019 | Duncan Laurence           | Arcade                       | Árkád                            | 1.                           | 498                          | 1.                   | 280                  |
| 2020 | Jeangu Macrooy            | Grow                         | Növekedni                        | Elmaradt a verseny           | Elmaradt a verseny           | Automatikusan döntős | Automatikusan döntős |
| 2021 | Jeangu Macrooy            | Birth of a New Age           | Egy új korszak születése         | 23.                          | 11                           | Automatikusan döntős | Automatikusan döntős |
| 2022 | S10                       | De diepte                    | A mélység                        | 11.                          | 171                          | 2.                   | 221                  |
| 2023 | Mia Nicolai & Dion Cooper | Burning Daylight             | Égető napfény                    | Nem jutott be a döntőbe      | Nem jutott be a döntőbe      | 13.                  | 7                    |
| 2024 | Joost Klein               | Europapa                     | —                                | Kizárták a döntőt megelőzően | Kizárták a döntőt megelőzően | 2.                   | 182                  |
| 2025 | Claude                    | C’est la vie                 | Ilyen az élet                    | 12.                          | 175                          | 3.                   | 121                  |
| 2026 |                           |                              |                                  |                              |                              |                      |                      |

## Szavazástörténet

### 1956–2024
| Hely | Ország       | Pont |
| ---- | ------------ | ---- |
| 1.   | Svédország   | 101  |
| 2.   | Norvégia     | 98   |
| 3.   | Örményország | 97   |
| 4.   | Belgium      | 78   |
| 5.   | Izrael       | 77   |
| 6.   | Dánia        | 76   |
| 7.   | Ukrajna      | 66   |
| 8.   | Oroszország  | 56   |
| 9.   | Görögország  | 51   |
| 10.  | Magyarország | 49   |

| Hely | Ország       | Pont |
| ---- | ------------ | ---- |
| 1.   | Dánia        | 122  |
| 2.   | Belgium      | 94   |
| 3.   | Ausztria     | 80   |
| 4.   | Málta        | 78   |
| 5.   | Észtország   | 77   |
| 6.   | Norvégia     | 75   |
| 7.   | Svédország   | 67   |
| 8.   | San Marino   | 64   |
| 9.   | Svájc        | 63   |
| 10.  | Örményország | 63   |

Hollandia még sosem adott pontot az elődöntőben a következő országoknak: Monaco és Szlovákia
Hollandia még sosem kapott pontot az elődöntőben Szlovákiától.
| Hely | Ország             | Pont |
| ---- | ------------------ | ---- |
| 1.   | Svédország         | 213  |
| 2.   | Franciaország      | 204  |
| 3.   | Belgium            | 203  |
| 4.   | Svájc              | 193  |
| 5.   | Németország        | 172  |
| 6.   | Egyesült Királyság | 167  |
| 7.   | Izrael             | 162  |
| 8.   | Írország           | 159  |
| 9.   | Norvégia           | 157  |
| 10.  | Dánia              | 142  |

| Hely | Ország        | Pont |
| ---- | ------------- | ---- |
| 1.   | Belgium       | 199  |
| 2.   | Franciaország | 167  |
| 3.   | Németország   | 163  |
| 4.   | Írország      | 159  |
| 5.   | Svájc         | 154  |
| 6.   | Norvégia      | 150  |
| 7.   | Ausztria      | 145  |
| 8.   | Spanyolország | 138  |
| 9.   | Svédország    | 137  |
| 10.  | Izrael        | 135  |

Hollandia még sosem adott pontot a döntőben a következő országoknak: Fehéroroszország, Montenegró, San Marino és Szlovákia
Hollandia még sosem kapott pontot a döntőben Andorrától.

## Rendezések

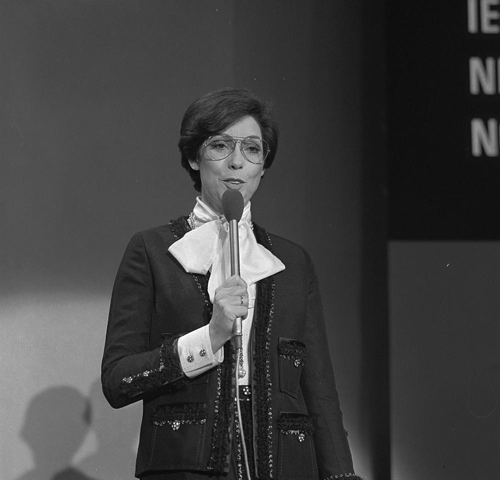
Az 1976-os verseny műsorvezetője.

| Év   | Város                 | Helyszín           | Műsorvezető(k)                                             |
| ---- | --------------------- | ------------------ | ---------------------------------------------------------- |
| 1958 | Hollandia, Hilversum  | AVRO Studio        | Hannie Lips                                                |
| 1970 | Hollandia, Amszterdam | Rai Congrescentrum | Willy Dobbe                                                |
| 1976 | Hollandia, Hága       | Congresgebouw      | Corry Brokken                                              |
| 1980 | Hollandia, Hága       | Congresgebouw      | Marlous Fluitsma                                           |
| 2021 | Hollandia, Rotterdam  | Rotterdam Ahoy     | Chantal Janzen, Edsilia Rombley, Jan Smit, Nikkie de Jager |

## Háttér
| Év   | Rendező           | Kommentátor                                      | Pontbejelentő                                    |
| ---- | ----------------- | ------------------------------------------------ | ------------------------------------------------ |
| 1956 | Lugano            | Piet te Nuyl                                     | N/A                                              |
| 1957 | Frankfurt am Main | Piet te Nuyl                                     | Willem Duys                                      |
| 1958 | Hilversum         | Siebe van der Zee                                | Piet te Nuyl                                     |
| 1959 | Cannes            | Piet te Nuyl                                     | Siebe van der Zee                                |
| 1960 | London            | Piet te Nuyl                                     | Siebe van der Zee                                |
| 1961 | Cannes            | Piet te Nuyl                                     | Siebe van der Zee                                |
| 1962 | Luxembourg        | Willem Duys                                      | Ger Lugtenburg                                   |
| 1963 | London            | Willem Duys                                      | Pim Jacobs                                       |
| 1964 | Koppenhága        | Ageeth Scherphuis                                | Pim Jacobs                                       |
| 1965 | Nápoly            | Teddy Scholten                                   | Pim Jacobs                                       |
| 1966 | Luxembourg        | Teddy Scholten                                   | Pim Jacobs                                       |
| 1967 | Bécs              | Leo Nelissen                                     | Ellen Blazer                                     |
| 1968 | London            | Elles Berger                                     | Willem Duys                                      |
| 1969 | Madrid            | Pim Jacobs                                       | Leo Nelissen                                     |
| 1970 | Amszterdam        | Pim Jacobs                                       | Flip van der Schalie                             |
| 1971 | Dublin            | Pim Jacobs                                       | Nem volt                                         |
| 1972 | Edinburgh         | Pim Jacobs                                       | Nem volt                                         |
| 1973 | Luxembourg        | Pim Jacobs                                       | Nem volt                                         |
| 1974 | Brighton          | Willem Duys                                      | Dick van Bommel                                  |
| 1975 | Stockholm         | Willem Duys                                      | Dick van Bommel                                  |
| 1976 | Hága              | Willem Duys                                      | Dick van Bommel                                  |
| 1977 | London            | Ati Dijckmeester                                 | Ralph Inbar                                      |
| 1978 | Párizs            | Willem Duys                                      | Dick van Bommel                                  |
| 1979 | Jeruzsálem        | Willem Duys                                      | Ivo Niehe                                        |
| 1980 | Hága              | Pim Jacobs                                       | Flip van der Schalie                             |
| 1981 | Dublin            | Pim Jacobs                                       | Flip van der Schalie                             |
| 1982 | Harrogate         | Pim Jacobs                                       | Flip van der Schalie                             |
| 1983 | München           | Willem Duys                                      | Flip van der Schalie                             |
| 1984 | Luxembourg        | Ivo Niehe                                        | Flip van der Schalie                             |
| 1985 | Göteborg          | Gerrit den Braber                                | Nem vettek részt                                 |
| 1986 | Bergen            | Leo van der Goot                                 | Joop van Zijl                                    |
| 1987 | Brüsszel          | Willem van Beusekom                              | Ralph Inbar                                      |
| 1988 | Dublin            | Willem van Beusekom                              | Joop van Os                                      |
| 1989 | Lausanne          | Willem van Beusekom                              | Joop van Os                                      |
| 1990 | Zágráb            | Willem van Beusekom                              | Joop van Os                                      |
| 1991 | Róma              | Nem vettek részt és nem közvetítették a versenyt | Nem vettek részt és nem közvetítették a versenyt |
| 1992 | Malmö             | Willem van Beusekom                              | Herman Slager                                    |
| 1993 | Millstreet        | Willem van Beusekom                              | Joop van Os                                      |
| 1994 | Dublin            | Willem van Beusekom                              | Joop van Os                                      |
| 1995 | Dublin            | Paul de Leeuw                                    | Nem vettek részt                                 |
| 1996 | Oslo              | Willem van Beusekom                              | Marga Bult                                       |
| 1997 | Dublin            | Willem van Beusekom                              | Corry Brokken                                    |
| 1998 | Birmingham        | Willem van Beusekom                              | Conny Vandenbos                                  |
| 1999 | Jeruzsálem        | Willem van Beusekom                              | Edsilia Rombley                                  |
| 2000 | Stockholm         | Willem van Beusekom                              | Marlayne                                         |
| 2001 | Koppenhága        | Willem van Beusekom                              | Marlayne                                         |
| 2002 | Tallinn           | Willem van Beusekom                              | Nem vettek részt                                 |
| 2003 | Riga              | Willem van Beusekom                              | Marlayne                                         |
| 2004 | Isztambul         | Willem van Beusekom és Cornald Maas              | Esther Hart                                      |
| 2005 | Kijev             | Willem van Beusekom és Cornald Maas              | Nancy Coolen                                     |
| 2006 | Athén             | Cornald Maas és Paul de Leeuw                    | Paul de Leeuw                                    |
| 2007 | Helsinki          | Cornald Maas és Paul de Leeuw                    | Paul de Leeuw és Edsilia Rombley                 |
| 2008 | Belgrád           | Cornald Maas                                     | Esther Hart                                      |
| 2009 | Moszkva           | Cornald Maas                                     | Yolanthe Sneijder-Cabau                          |
| 2010 | Oslo              | Cornald Maas és Daniël Dekker                    | Yolanthe Sneijder-Cabau                          |
| 2011 | Düsseldorf        | Jan Smit és Daniël Dekker                        | Mandy Huydts                                     |
| 2012 | Baku              | Jan Smit és Daniël Dekker                        | Vivienne van den Assem                           |
| 2013 | Malmö             | Jan Smit és Daniël Dekker                        | Cornald Maas                                     |
| 2014 | Koppenhága        | Cornald Maas és Jan Smit                         | Tim Douwsma                                      |
| 2015 | Bécs              | Cornald Maas és Jan Smit                         | Edsilia Rombley                                  |
| 2016 | Stockholm[a]      | Cornald Maas és Jan Smit                         | Trijntje Oosterhuis                              |
| 2017 | Kijev             | Cornald Maas és Jan Smit                         | Douwe Bob                                        |
| 2018 | Lisszabon         | Cornald Maas és Jan Smit                         | O’G3NE                                           |
| 2019 | Tel-Aviv          | Cornald Maas és Jan Smit                         | Emma Wortelboer                                  |
| 2021 | Rotterdam         | Cornald Maas és Sander Lantinga                  | Romy Monteiro[b]                                 |
| 2022 | Torino            | Cornald Maas és Jan Smit                         | Jeangu Macrooy                                   |
| 2023 | Liverpool         | Cornald Maas és Jan Smit                         | S10                                              |
| 2024 | Malmö             | Cornald Maas és Jacqueline Govaert               | Martin Österdahl[c]                              |
| 2025 | Bázel             | Cornald Maas                                     | Chantal Janzen                                   |
| 2026 | Bécs              |                                                  |                                                  |

Megjegyzések
↑ a: 2016-ban a második elődöntő alatt Douwe Bob volt a második szakkommentátor.
↑ b: Eredetileg a szóvivő Duncan Laurence (2019 győztes) lett volna, de mivel a műsor előtt pozitív lett a PCR-tesztje, így nem tudott személyesen részt venni a döntőn. A helyét Romy Monteiro, énekesnő vette át.
↑ c: 2024-ben eredetileg Nikkie de Jager jelentette volna be a zsűri pontjait, azonban a holland énekes kizárását követően a dalfesztivál vezetője, Martin Österdahl ismertette a 12 pontot.

## Díjak

### Barbara Dex-díj
| Év   | Előadó              | Dal        | Eredmény az Eurovízión | Eredmény az Eurovízión | Helyszín       |
| Év   | Előadó              | Dal        | Helyezés               | Pontszám               | Helyszín       |
| ---- | ------------------- | ---------- | ---------------------- | ---------------------- | -------------- |
| 2015 | Trijntje Oosterhuis | Walk Along | 14. (elődöntő)         | 33                     | Ausztria, Bécs |

### Marcel Bezençon-díj
| Kategória       | Év          | Előadó             | Dal                              | Zeneszerző(k) Szöveg / zene                                            | Eredmény az Eurovízión | Eredmény az Eurovízión | Helyszín   |
| Kategória       | Év          | Előadó             | Dal                              | Zeneszerző(k) Szöveg / zene                                            | Helyezés               | Pontszám               | Helyszín   |
| --------------- | ----------- | ------------------ | -------------------------------- | ---------------------------------------------------------------------- | ---------------------- | ---------------------- | ---------- |
| Zeneszerzői-díj | 2014        | The Common Linnets | Calm After the Storm             | Ilse DeLange, JB Meijers, Rob Crosby, Matthew Crosby és Jake Etheridge | 2.                     | 238                    | Koppenhága |
| Művészeti díj   | 2014        | The Common Linnets | Calm After the Storm             | Ilse DeLange, JB Meijers, Rob Crosby, Matthew Crosby és Jake Etheridge | 2.                     | 238                    | Koppenhága |
| 2003            | Esther Hart | One More Night     | Tjeerd van Zanen és Alan Michael | 13.                                                                    | 45                     | Riga                   |            |
| Sajtódíj        | 2019        | Duncan Laurence    | Arcade                           | Duncan de Moor, Joel Sjöö és Wouter Hardy                              | 1.                     | 498                    | Tel-Aviv   |

### ESC Radio Awards
| Kategória        | Év   | Előadó             | Dal                  | Eredmény az Eurovízión | Eredmény az Eurovízión | Helyszín   |
| Kategória        | Év   | Előadó             | Dal                  | Helyezés               | Pontszám               | Helyszín   |
| ---------------- | ---- | ------------------ | -------------------- | ---------------------- | ---------------------- | ---------- |
| Legjobb együttes | 2014 | The Common Linnets | Calm After the Storm | 2.                     | 238                    | Koppenhága |
| Legjobb dal      | 2019 | Duncan Laurence    | Arcade               | 1.                     | 498                    | Tel-Aviv   |

## Galéria

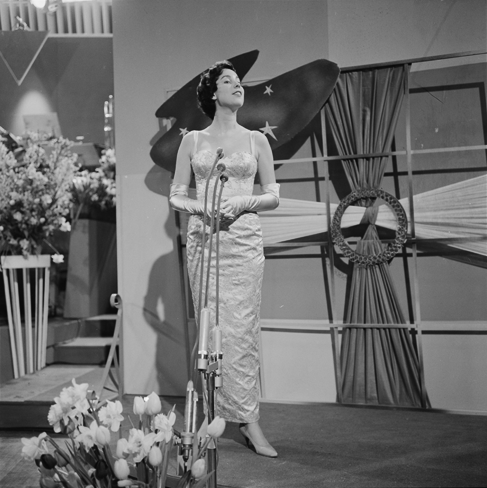
Corry Brokken Hilversumban (1958)
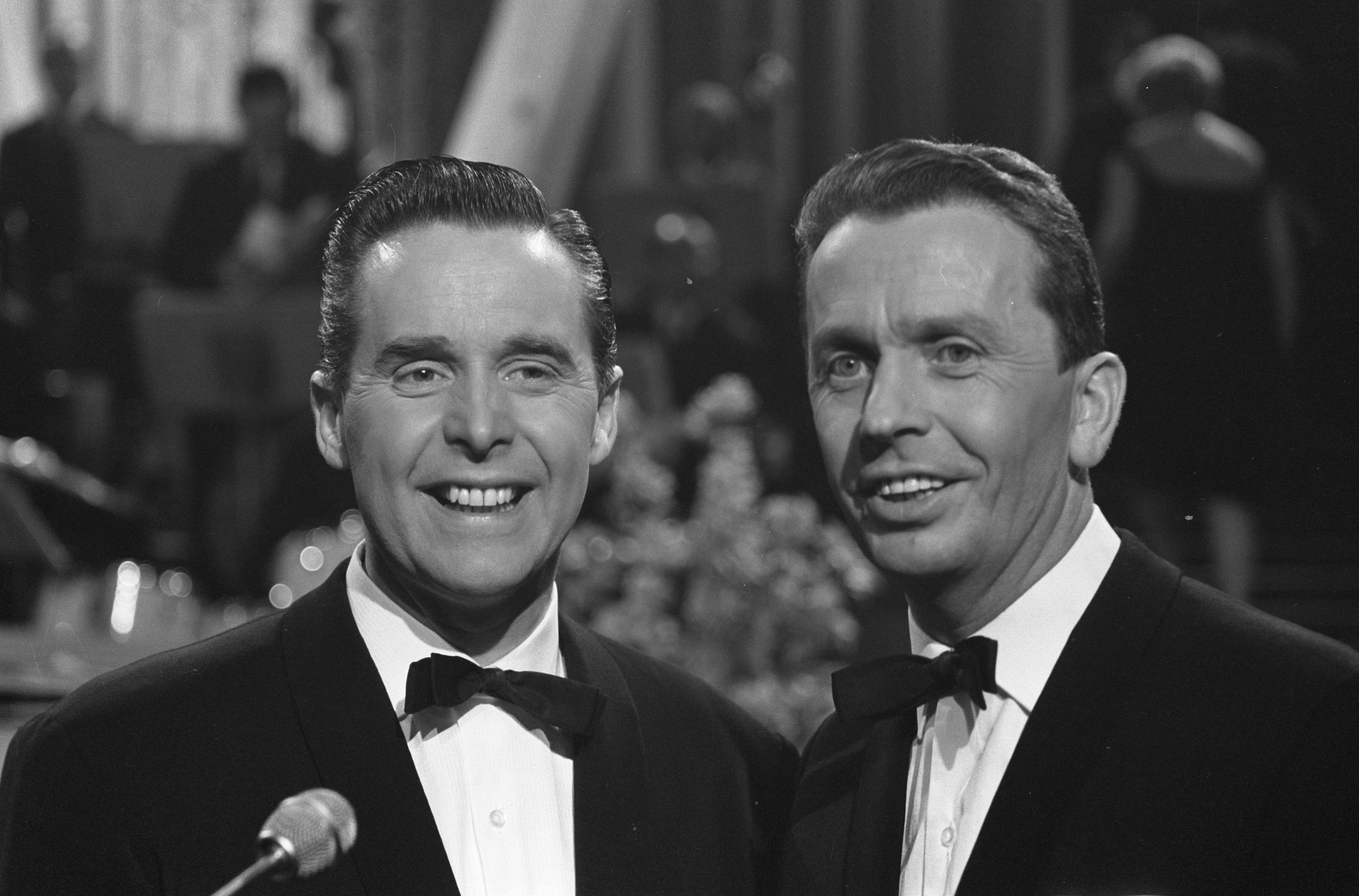
A De Spelbrekers Luxembourgban (1962)
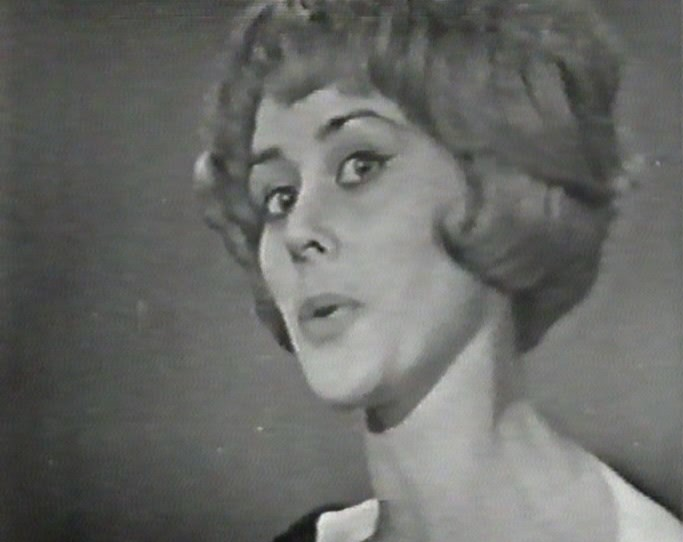
Conny Vandenbos Nápolyban (1965)
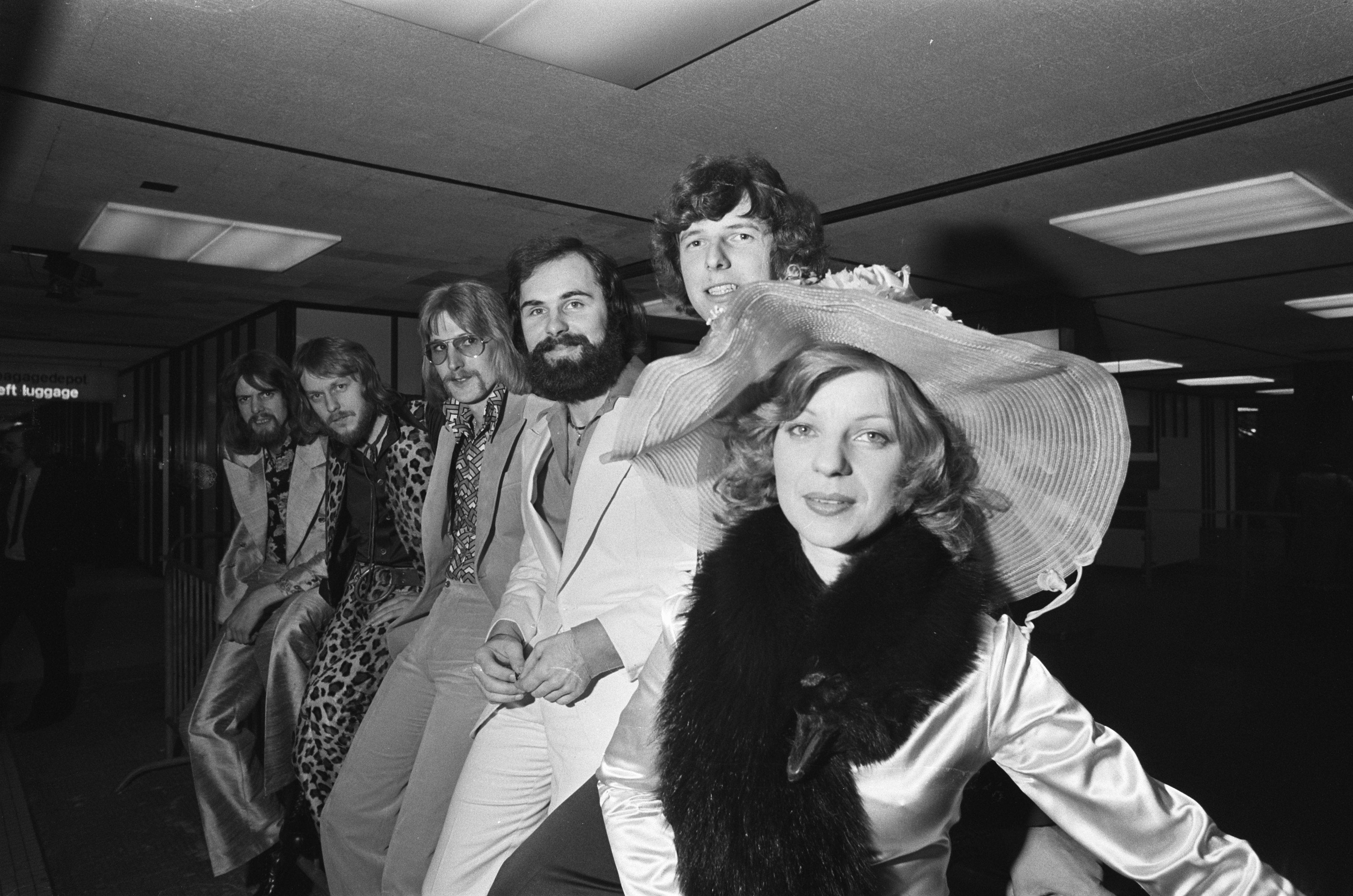
A Teach-In Stockholmban (1975)
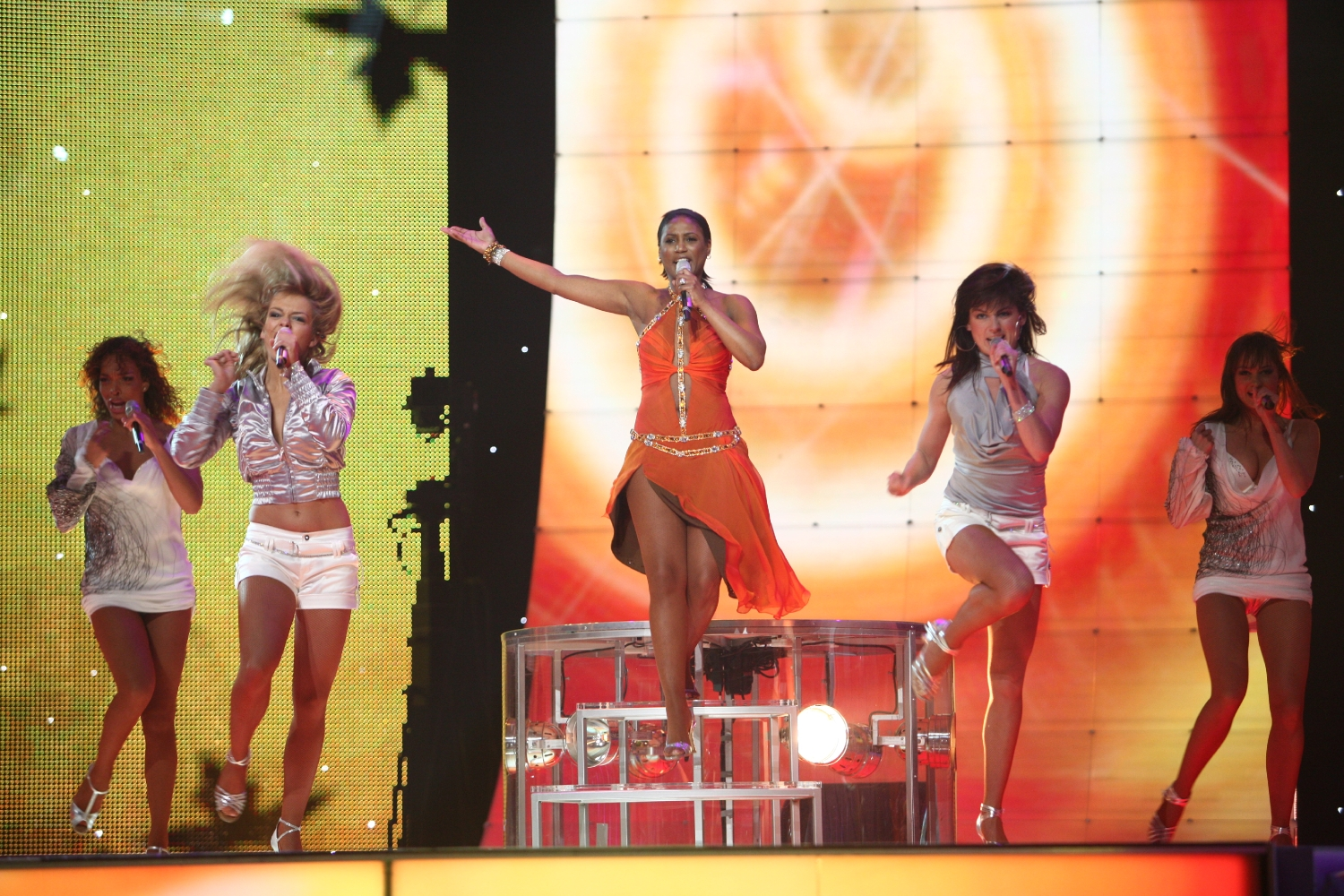
Edsilia Rombley Helsinkiben (2007)
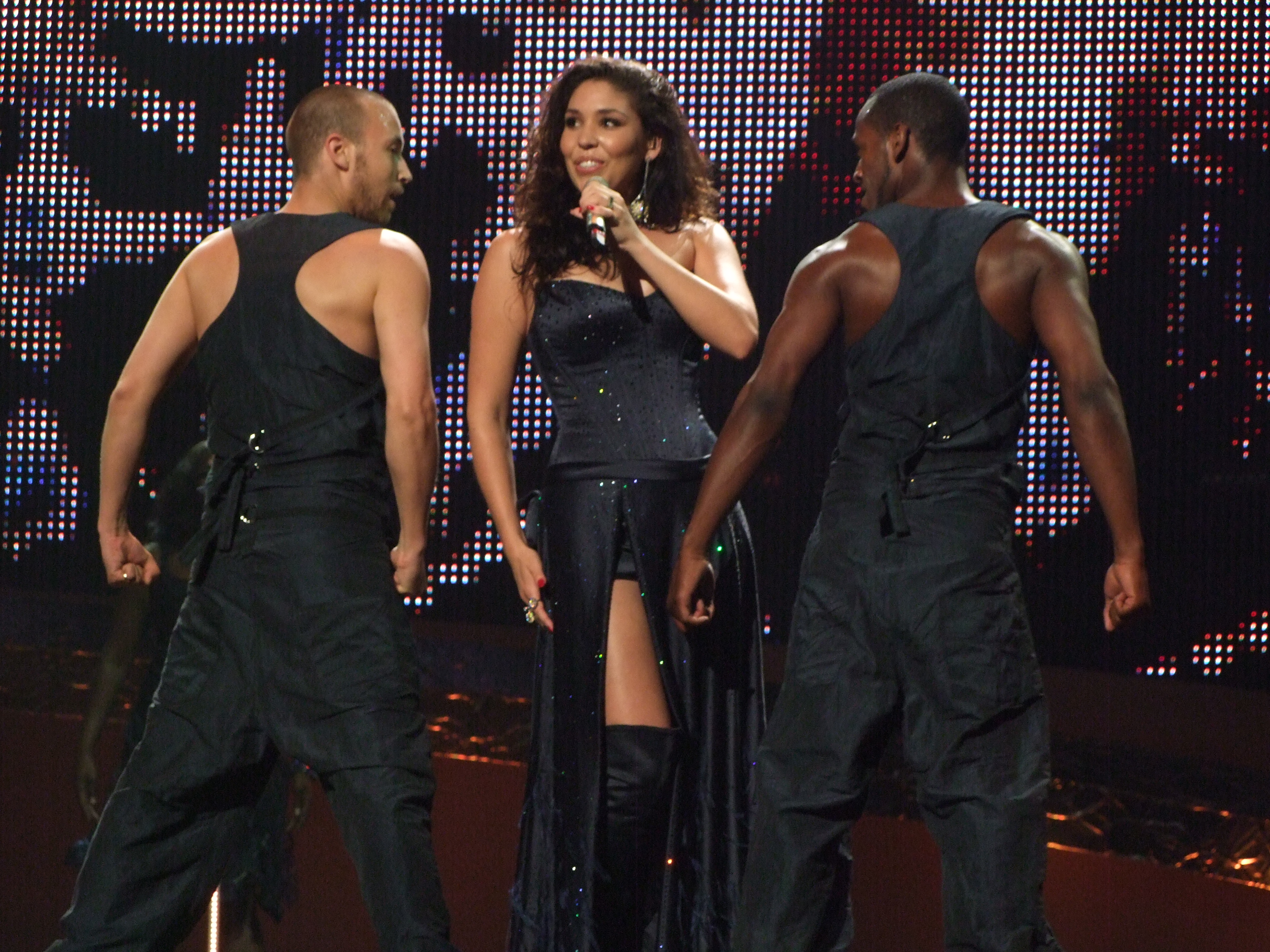
Hind Belgrádban (2008)
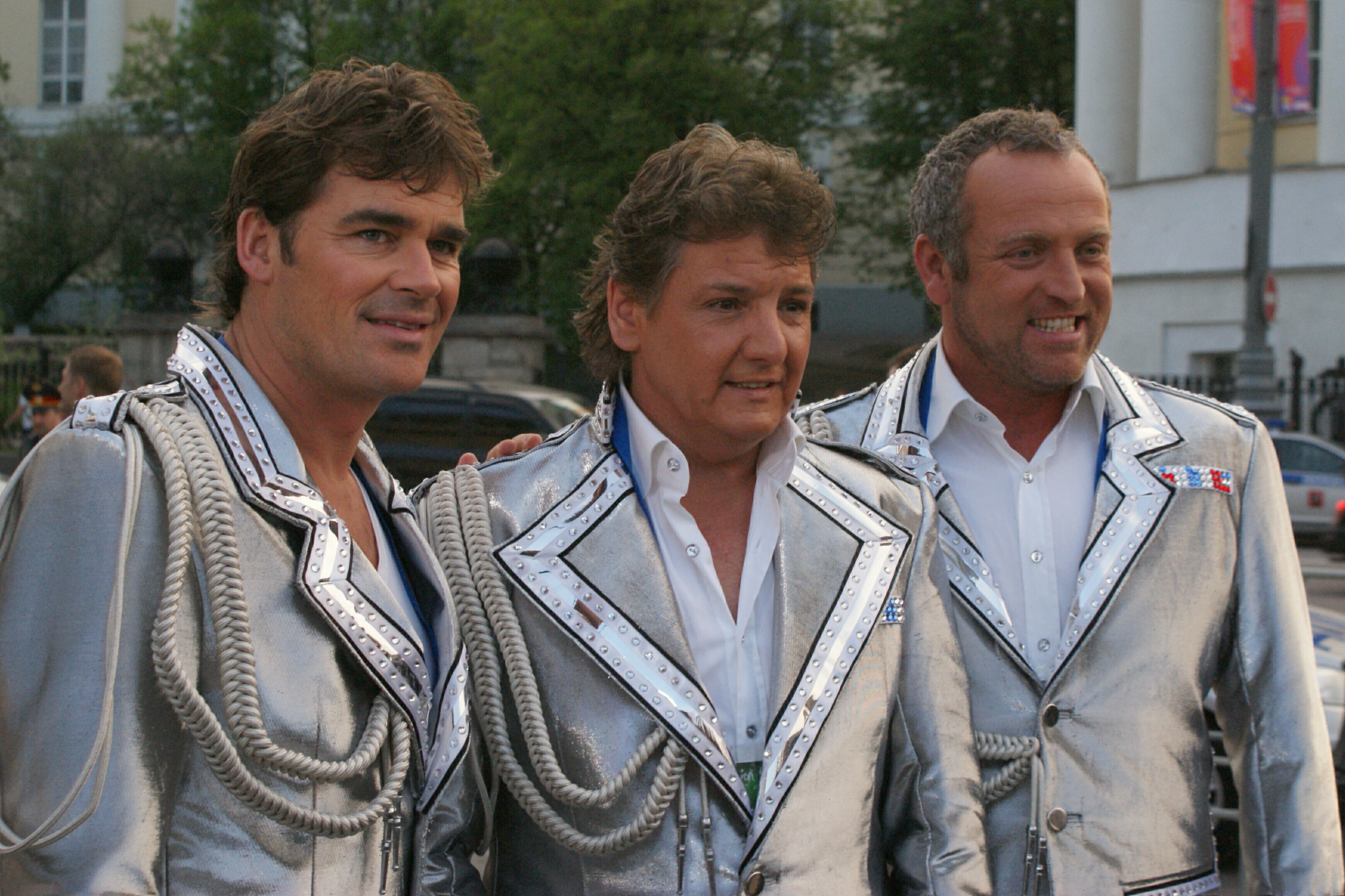
A De Toppers Moszkvában (2009)
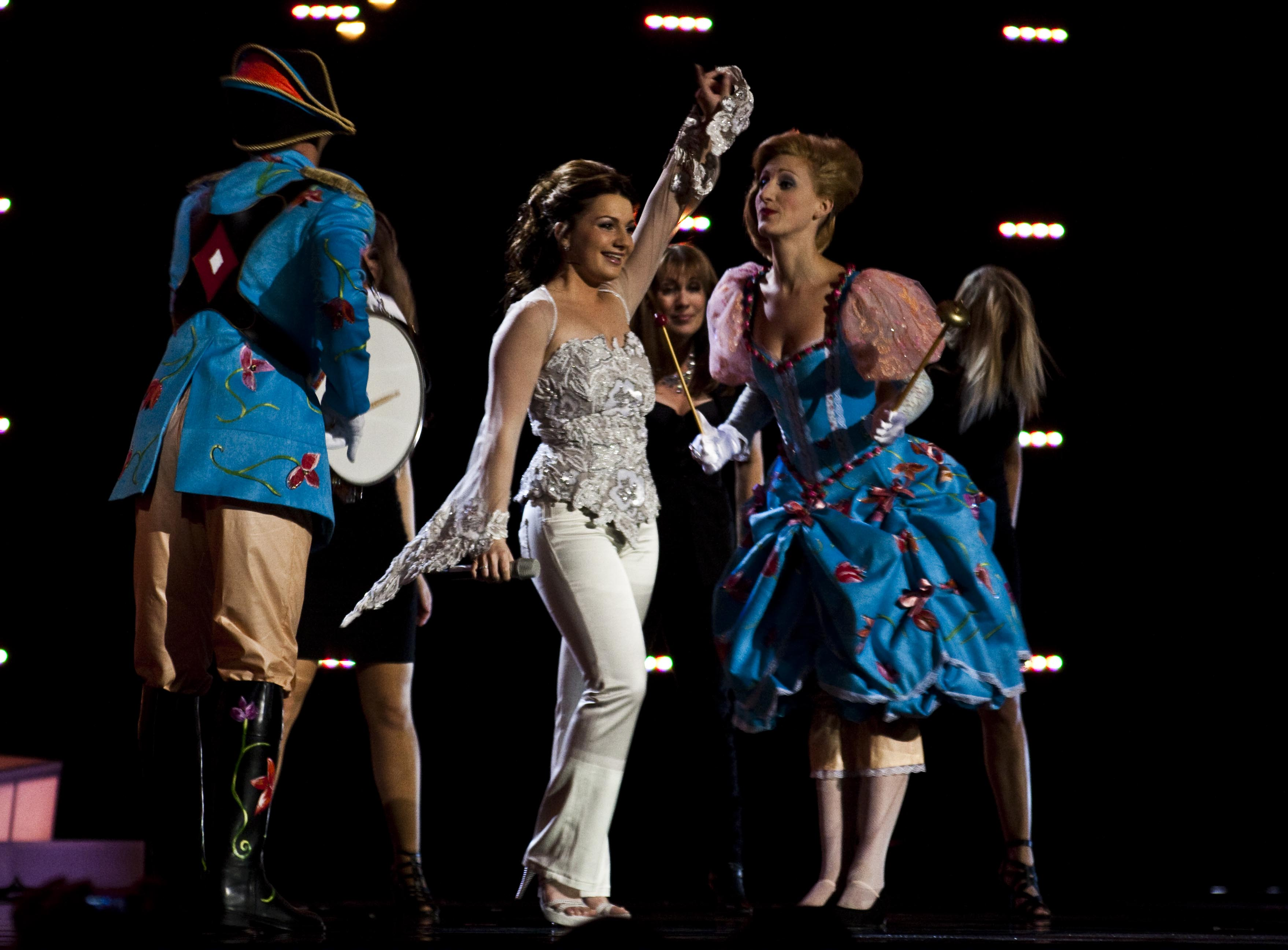
Sieneke Osloban (2010)
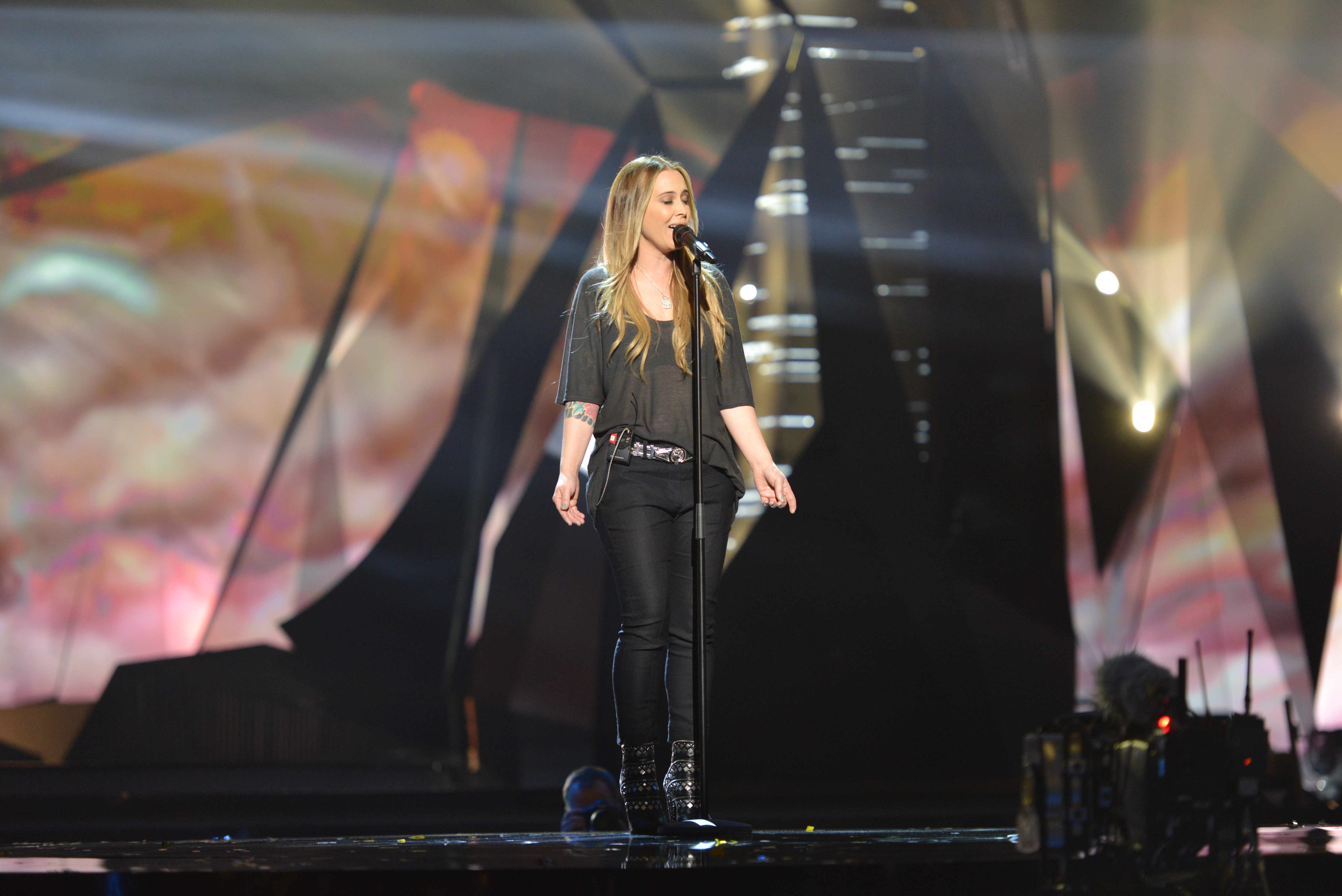
Anouk Malmöben (2013)
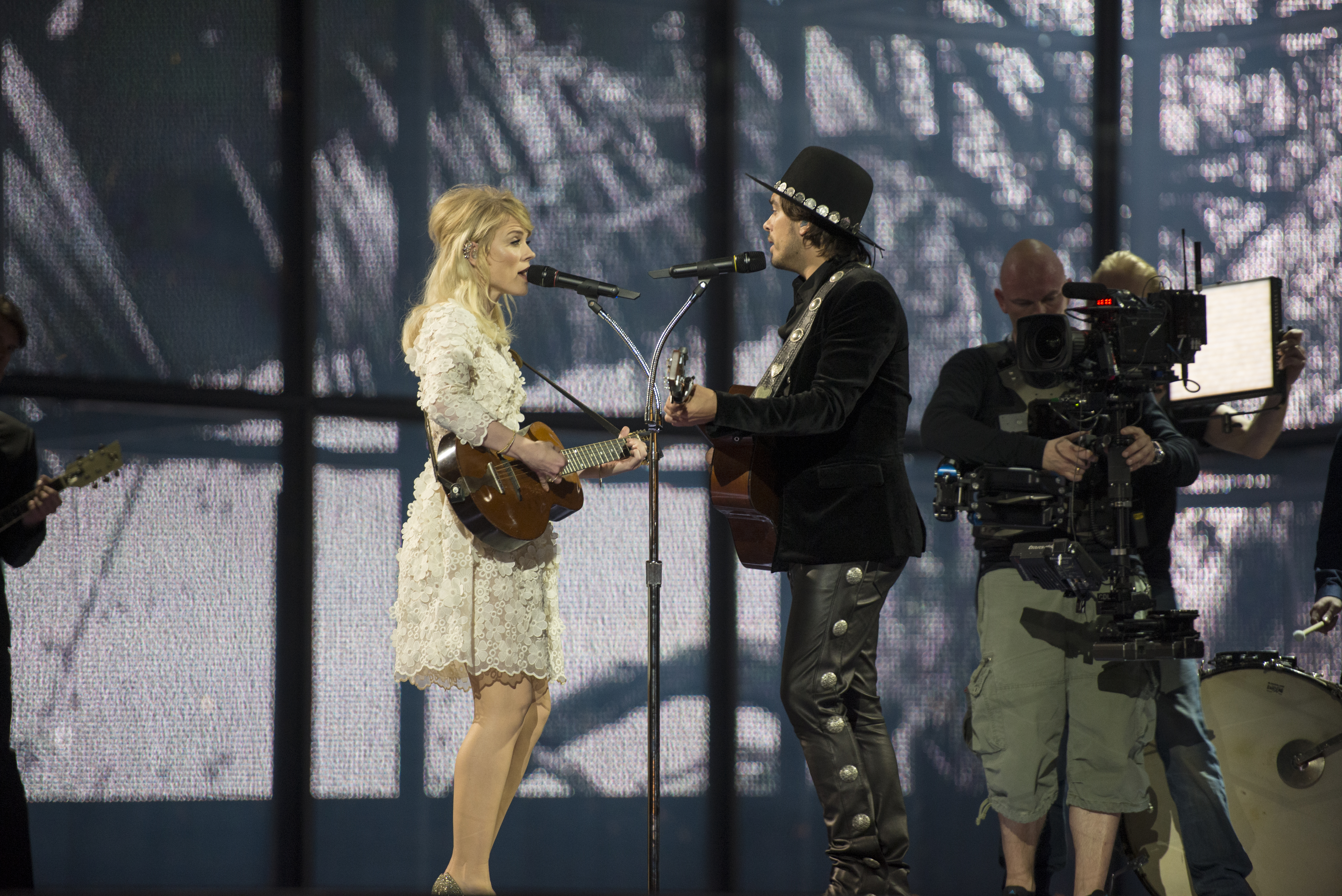
A The Common Linnets Koppenhágában (2014)
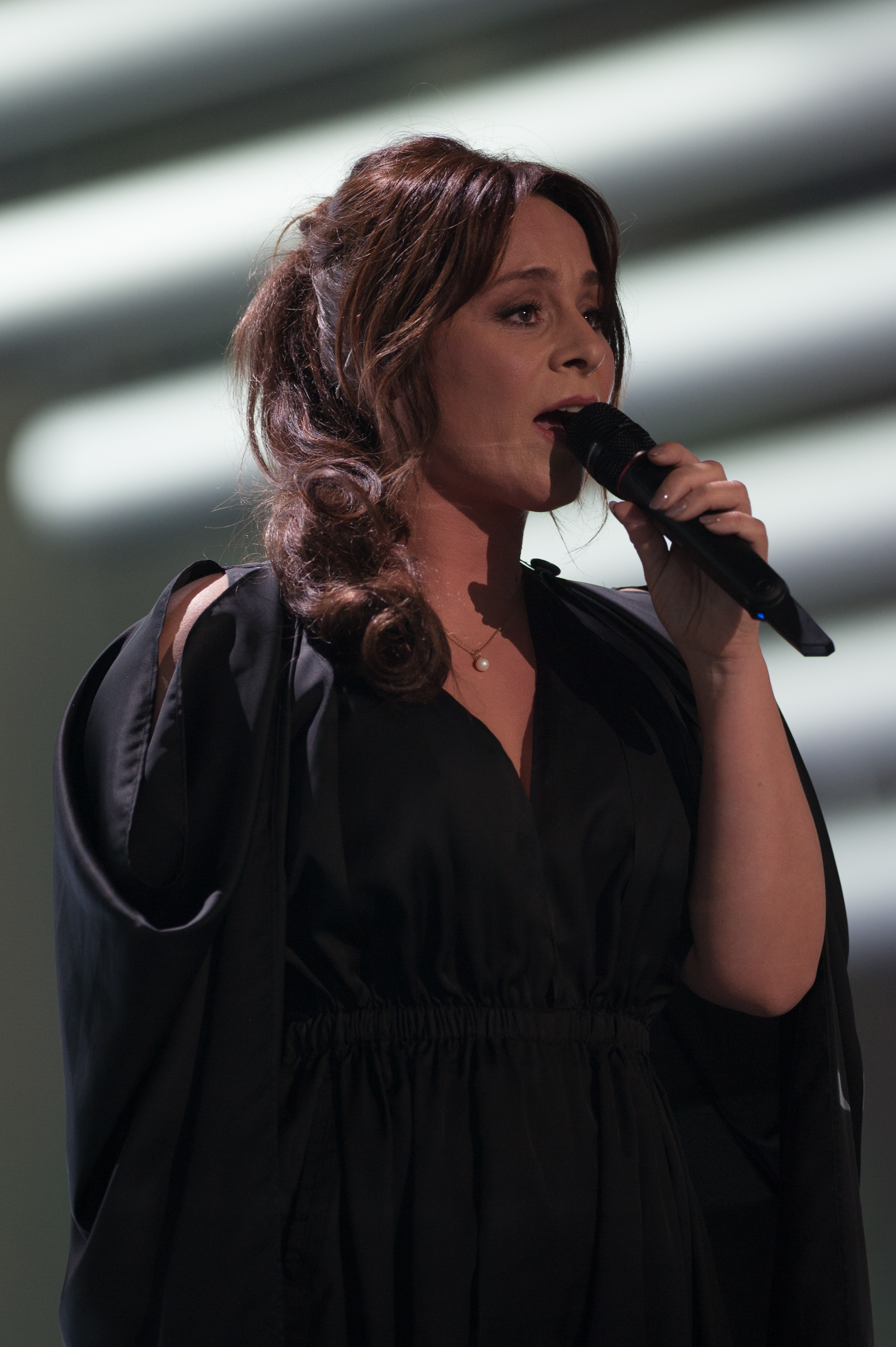
Trijntje Oosterhuis Bécsben (2015)
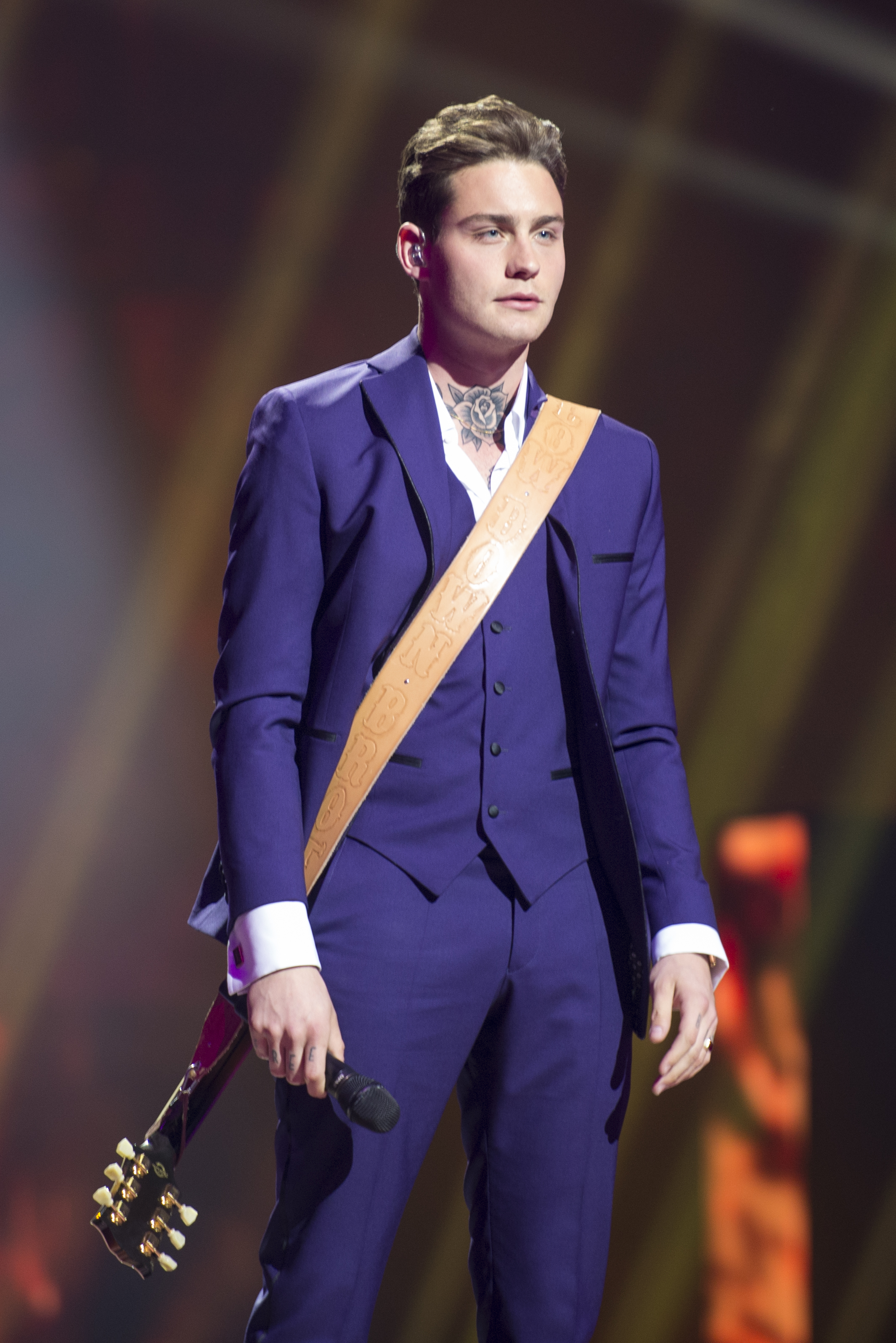
Douwe Bob Stockholmban (2016)
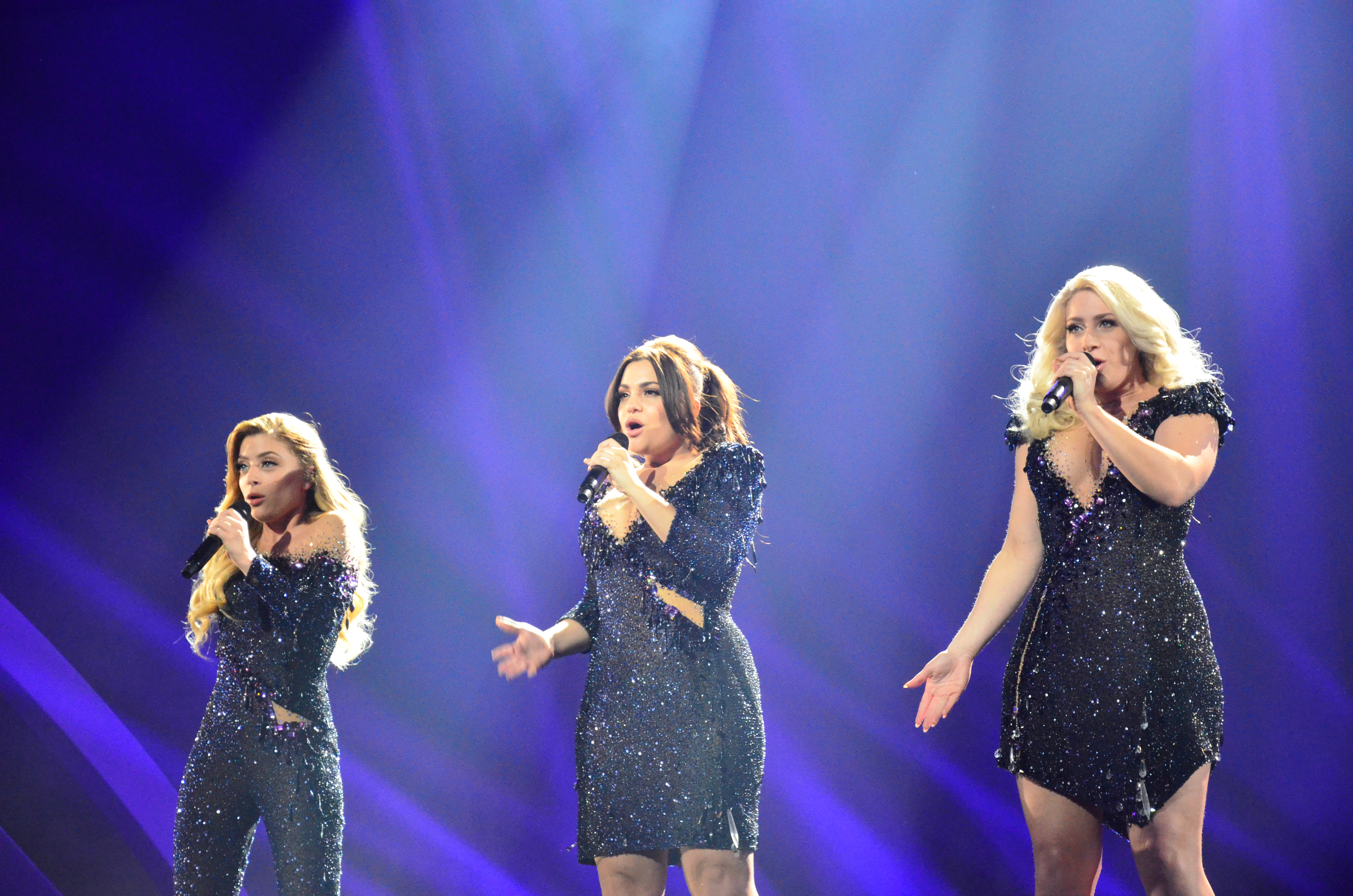
Az OG3NE Kijevben (2017)
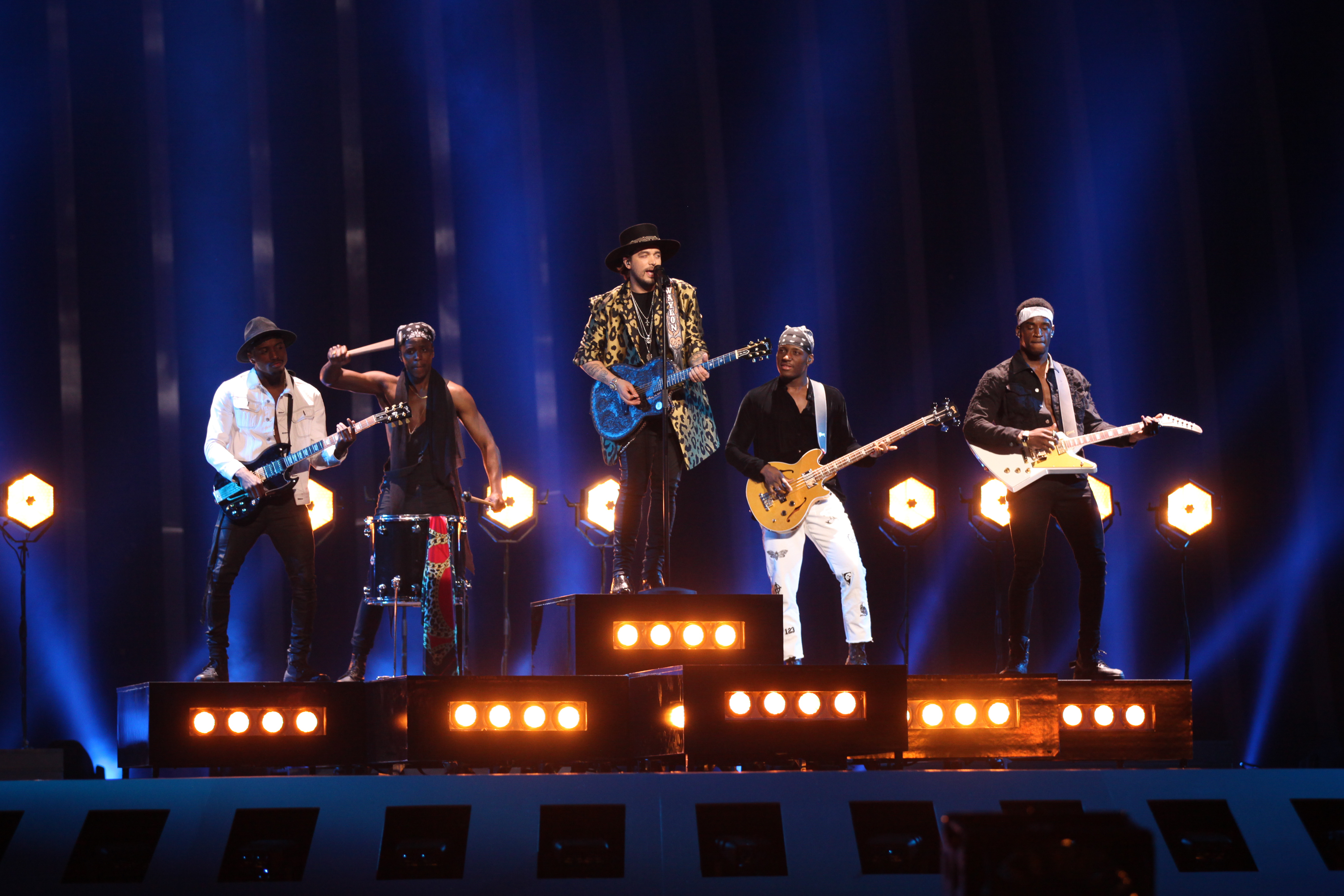
Waylon Lisszabonban (2018)
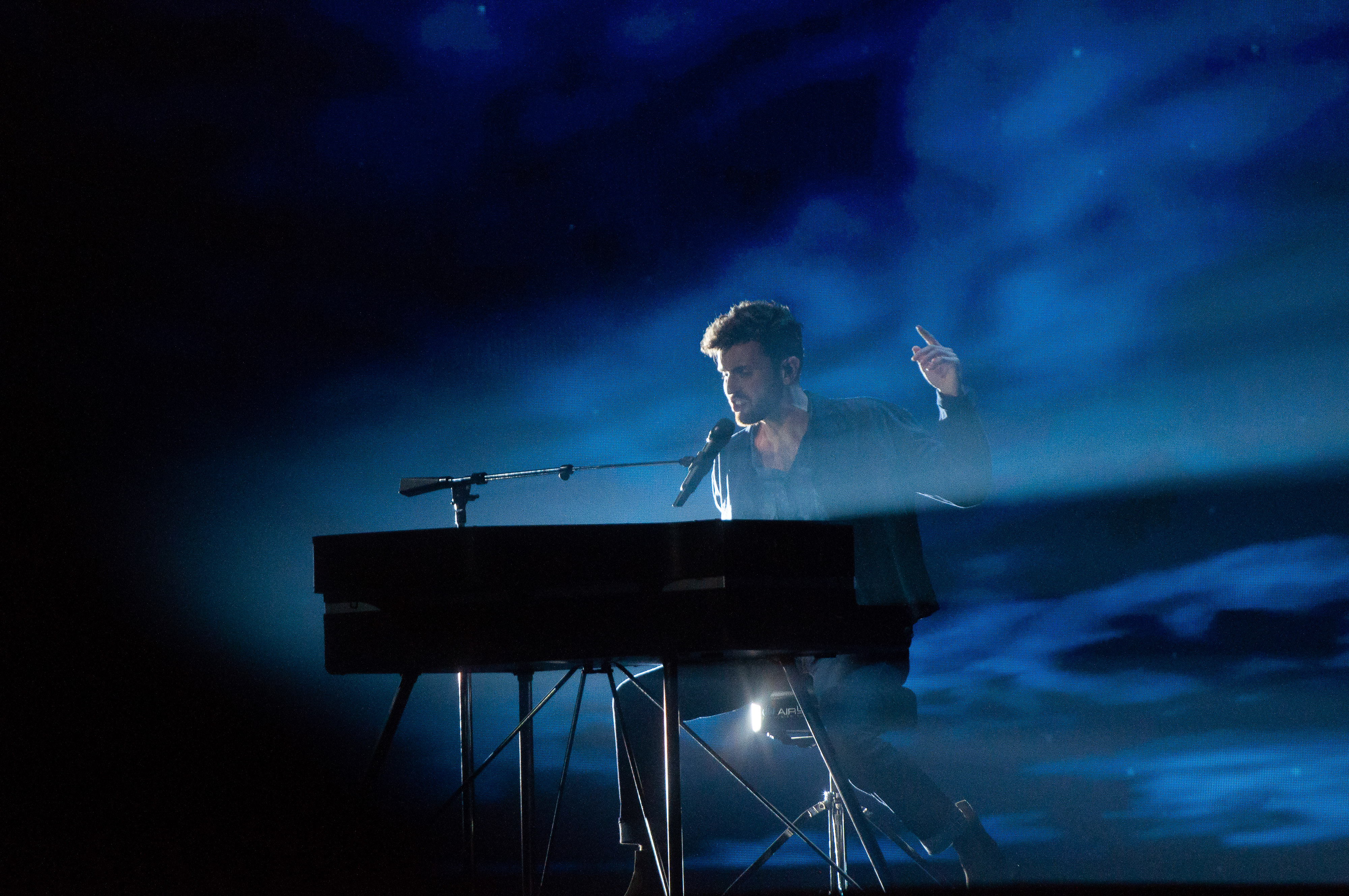
Duncan Laurence Tel-Avivban (2019)
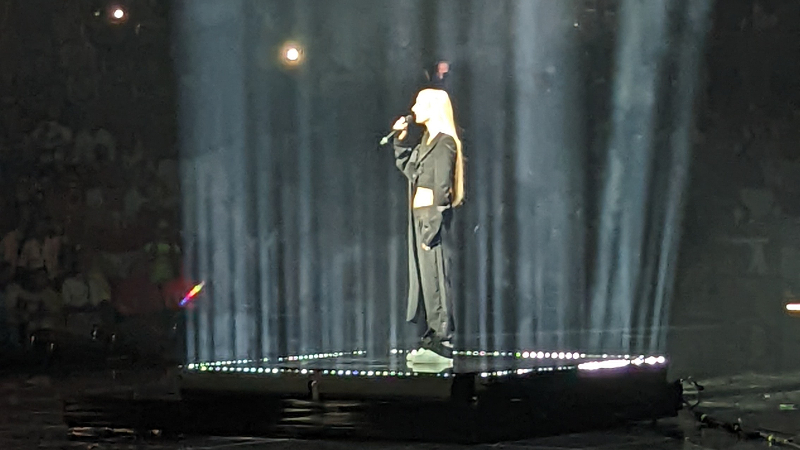
S10 Torinóban (2022)
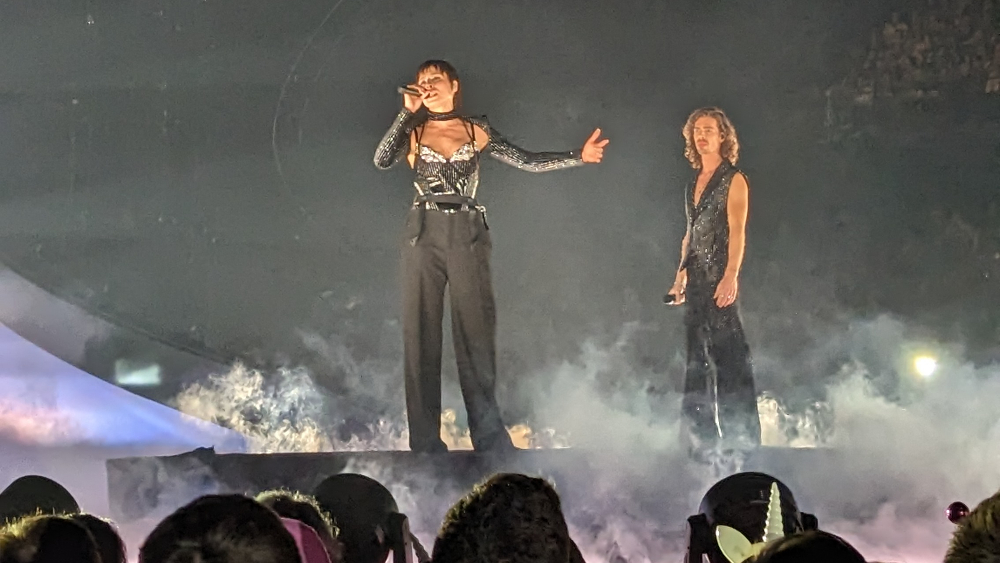
Mia Nicolai és Dion Cooper Liverpoolban (2023)
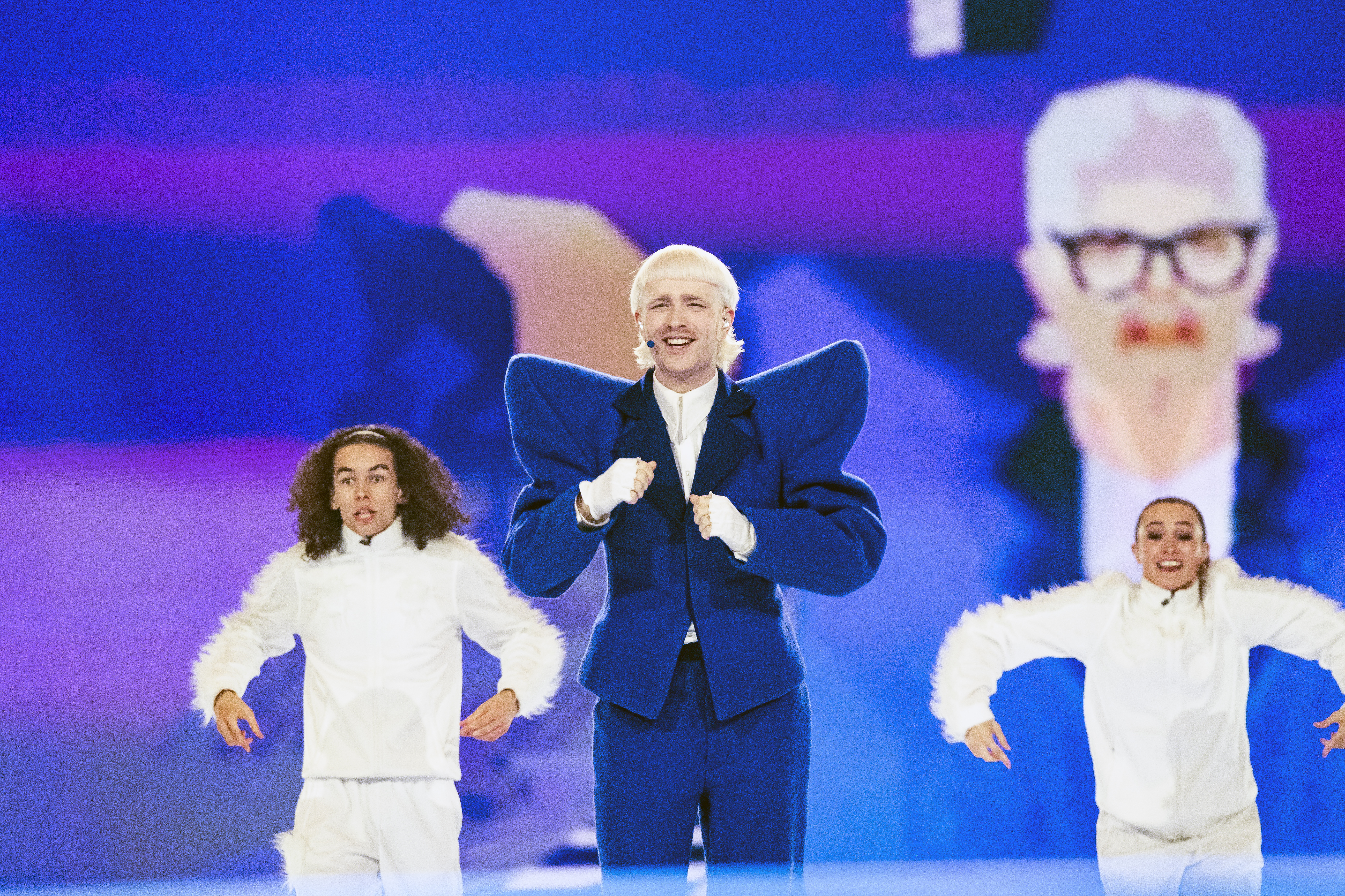
Joost Klein Malmőben (2024)
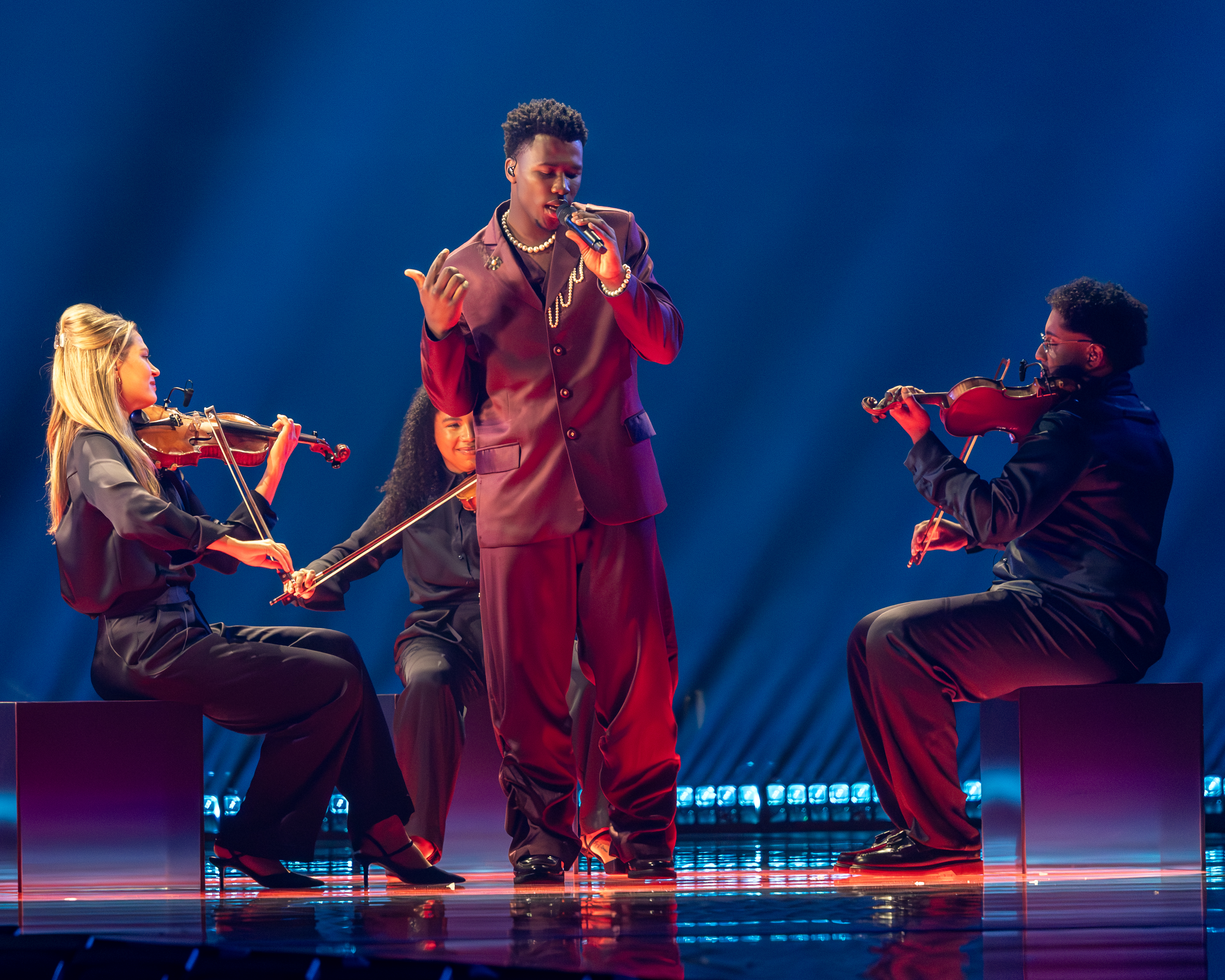
Claude Bázelben (2025)

## Lásd még
- Hollandia a Junior Eurovíziós Dalfesztiválokon